# Stilbite
On appelle stilbite deux minéraux du groupe des zéolithes (classe des silicates, sous-classe des tectosilicates) : la stilbite-Ca et la stilbite-Na. On appelle par ailleurs sous-groupe de la stilbite l'ensemble des solutions solides de quatre pôles : la barrérite, la stilbite-Ca, la stilbite-Na et la stellérite.

## Historique de la description et appellations

### Inventeur et étymologie
C'est Johann Gottfried Schreiber en 1791 qui en a fait la découverte dans l'Oisans, on doit également à ce naturaliste la découverte de l'anatase, et de l'axinite. L'espèce a été décrite par René Just Haüy en 1796. Du grec "stilbein" qui signifie briller, en allusion à son éclat vif. Toutefois le nom stilbite est antérieur ; Axel Frederik Cronstedt dès 1756 a inventé le terme zéolite (du latin zein « bouillir ») ; en chauffant des cristaux de stilbite, au chalumeau il obtenait un « verre écumeux ».

### Synonymie
Il existe de nombreux synonymes  :
- aedelforsite (Anders Jahan Retzius, 1818) Stilbite rouge décrite à Aedelfors, Suède ;
- desmine (Johann August Friedrich Breithaupt, 1818)[5] ;
- épidesmine (Vojtěch Rosický et Stanisław Józef Thugutt, 1913)[6] ;
- garbenstilbite
- retzite, dédiée à Anders Jahan Retzius qui avait fait l'analyse des échantillons d'une stilbite rouge d'Aedelfors, Suède et qu'il avait baptisé aedelforsite[7] ;
- syédrite (Shepard, 1865)[8] ;
- zéolithe feuilletée (Jean-Claude Delamétherie)[9] ;
- zéolithe lamelleuse (André Brochant de Villiers, 1801)[10] ;
- zéolithe nacrée (Jean-Claude Delamétherie, 1797)[11] ;
- zéolithe spathique (des auteurs allemands)[12].

Le terme stilbite (ou stilbite anamorphique) est par ailleurs un ancien synonyme d'heulandite (première moitié du XIXe siècle).

## Sous-groupe de la stilbite
Le sous-groupe de la stilbite est défini par les quatre pôles suivants :
- la stellérite (J. M. Morozewicz, 1909), minéral orthorhombique de formule Ca4(Si28Al8)O72 · 28 H2O. Son topotype est le cap nord-ouest de l'île Mednyi (Îles Komandorski, mer de Béring, Russie) ;
- la stilbite-Ca (M. Slaughter, 1970), minéral monoclinique de formule NaCa4[Al8Si28O72] · 28 H2O. Son topotype est situé dans les Alpes dauphinoises (France)[13] ;
- la stilbite-Na (M. Slaughter, 1970), minéral monoclinique de formule Na9[Al8Si28O72] · 28 H2O. Son topotype est Capo Pula, à Cagliari (Sardaigne, Italie) ;
- la barrérite (E. Passaglia et D. Pongiluppi, 1974), minéral orthorhombique de formule Na2(Si7Al2)O18 · 6 H2O. Son topotype est Capo Pula, à Cagliari (Sardaigne, Italie).

## Variétés
- hypostilbite : variété de stilbite en globules blancs, d'un éclat mat, dont la cassure est fibroradiée à fibres très fines.
- puflérite : variété en agrégats sphériques, nommée d'après le lac Pufler, Alpes tyroliennes.
- sphérostilbite (François Sulpice Beudant) : variété de stilbite en globules blancs, d'un éclat nacré et très brillants, dont la cassure est fibroradiée.

## Gîtes et gisements

### Gîtologie et minéraux associés
Gîtologiedans les cavités des basaltes et des andésites, et dans certains gneiss.
dans les veines hydrothermales de basse température.
dans les roches métamorphiques et sédimentaires.
Minéraux associésapophyllite, babingtonite, calcite, heulandite, natrolite, quartz et de nombreuses zéolites.

## Galerie France

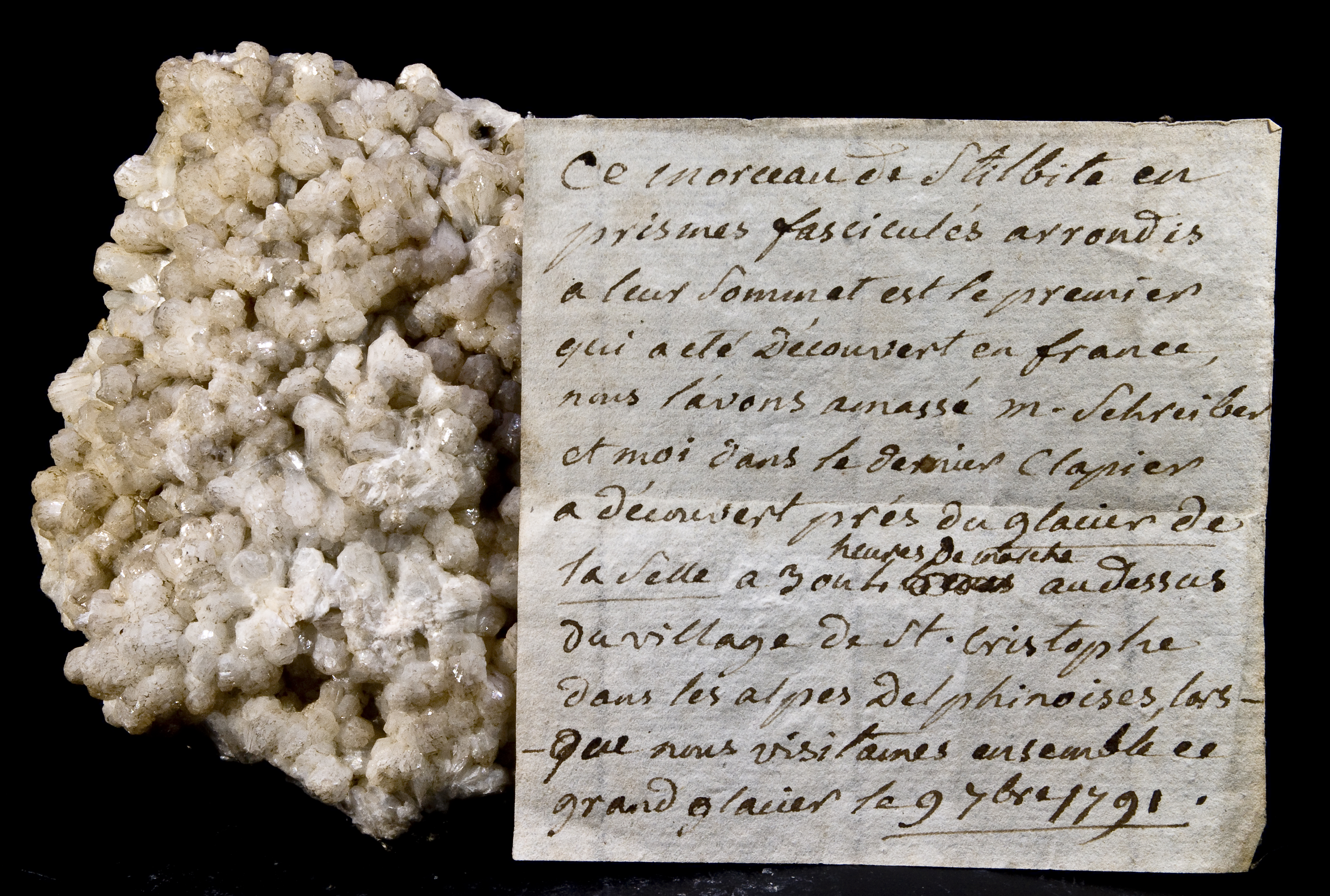
Stilbite - Trouvée par Jean-Godefroy Schreiber en 1791 - Saint-Christophe-en-Oisans
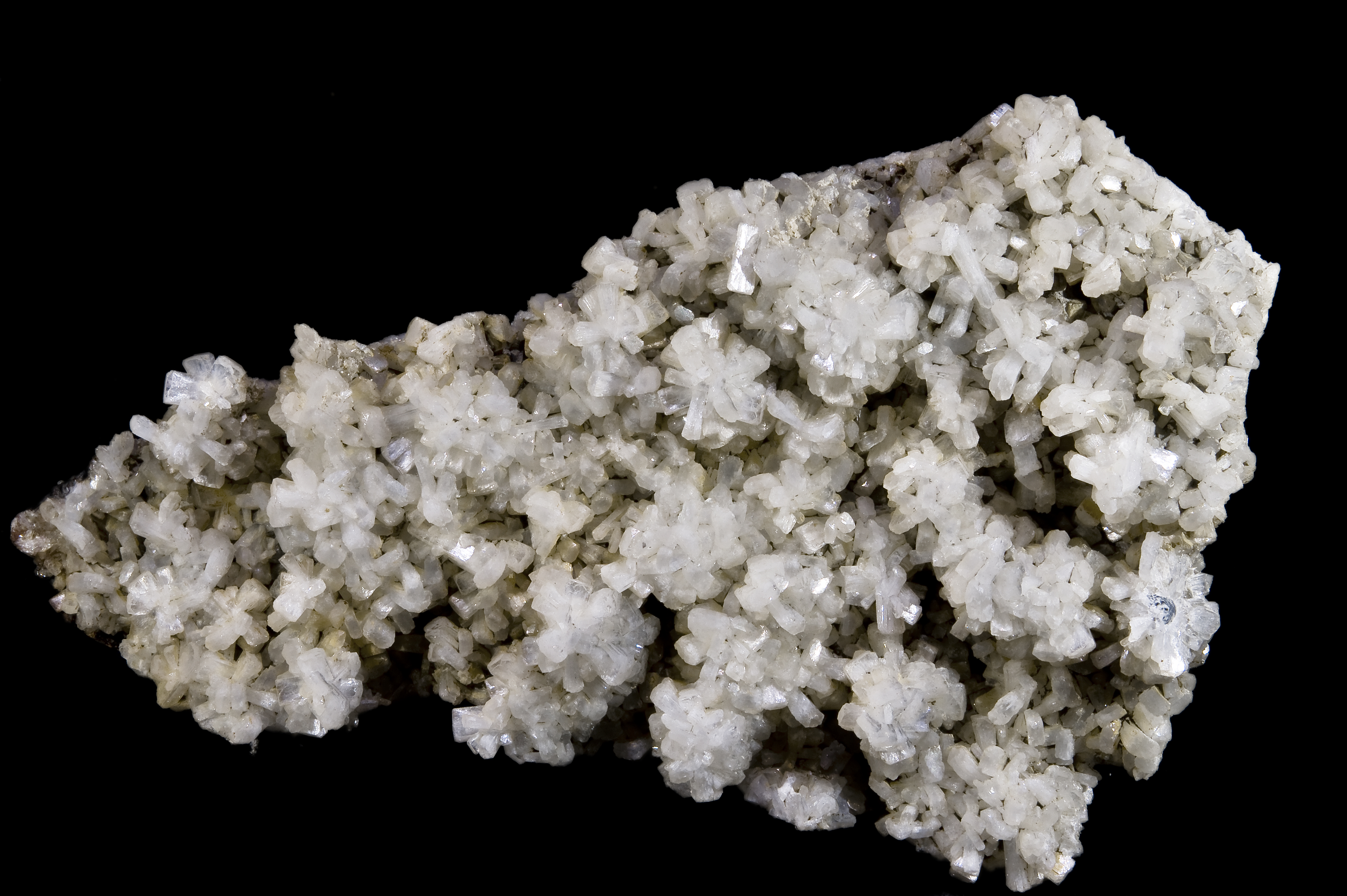
Stilbite - Vallée d'Aure, Hautes-Pyrénées, Midi-Pyrénées, France (11,5 × 7,3 cm)

## Gisements remarquables
- Allemagne

St Andreasberg, Revier Saint-Andréasberg, Harz, Basse-Saxe
- Canada

British Canadian mine, Black Lake, Mégantic Co.,Québec
- Inde

Nasik District, Maharashtra
- Italie

Palue, Rocca Piétore, Belluno, Vénétie
- États-Unis

Cascadia, Comté de Linn, Oregon
- France

Alpes :
Saint-Christophe-en-Oisans, Isère Très probable topotype d'Haüy ;
Aiguille de la Balme, Massif de la Lauzière, Savoie ;
Pyrénées :
Saint-Béat Haute-Garonne ;
Vallée d'Aure, Hautes-Pyrénées.

## Galerie Monde

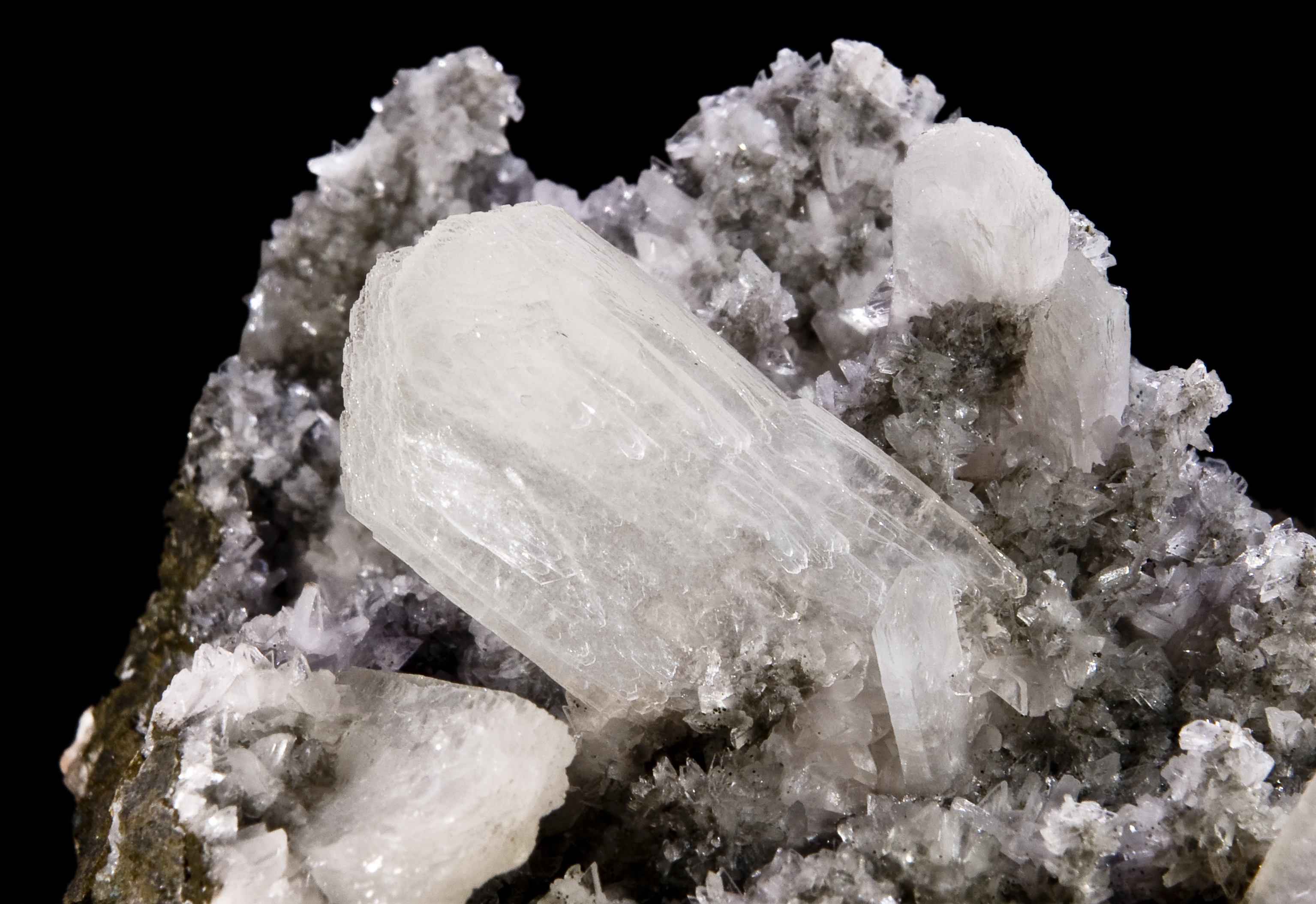
Stilbite Nasik Inde (6x5(XX3.5) cm)
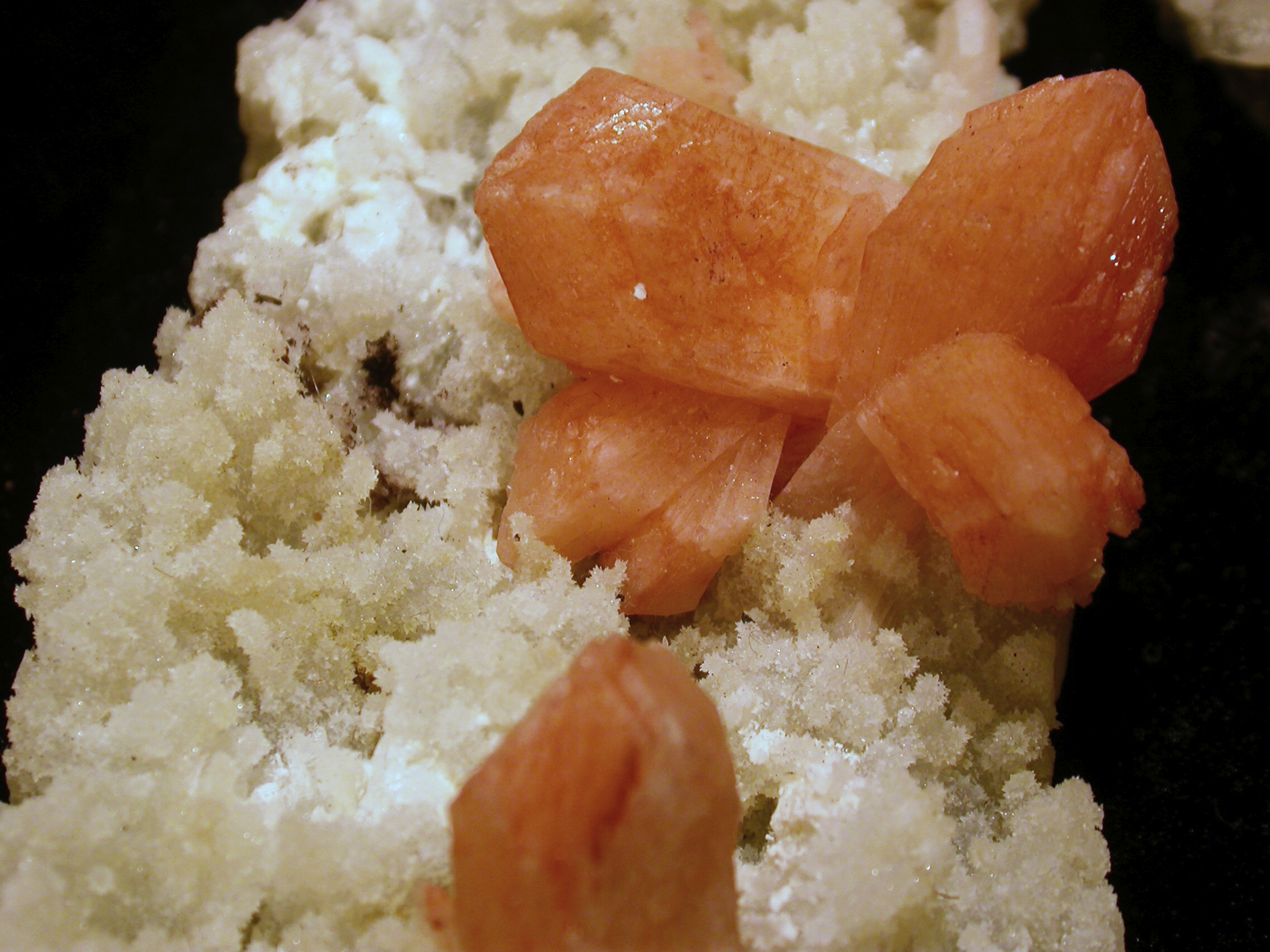
Stilbite Loonania Inde
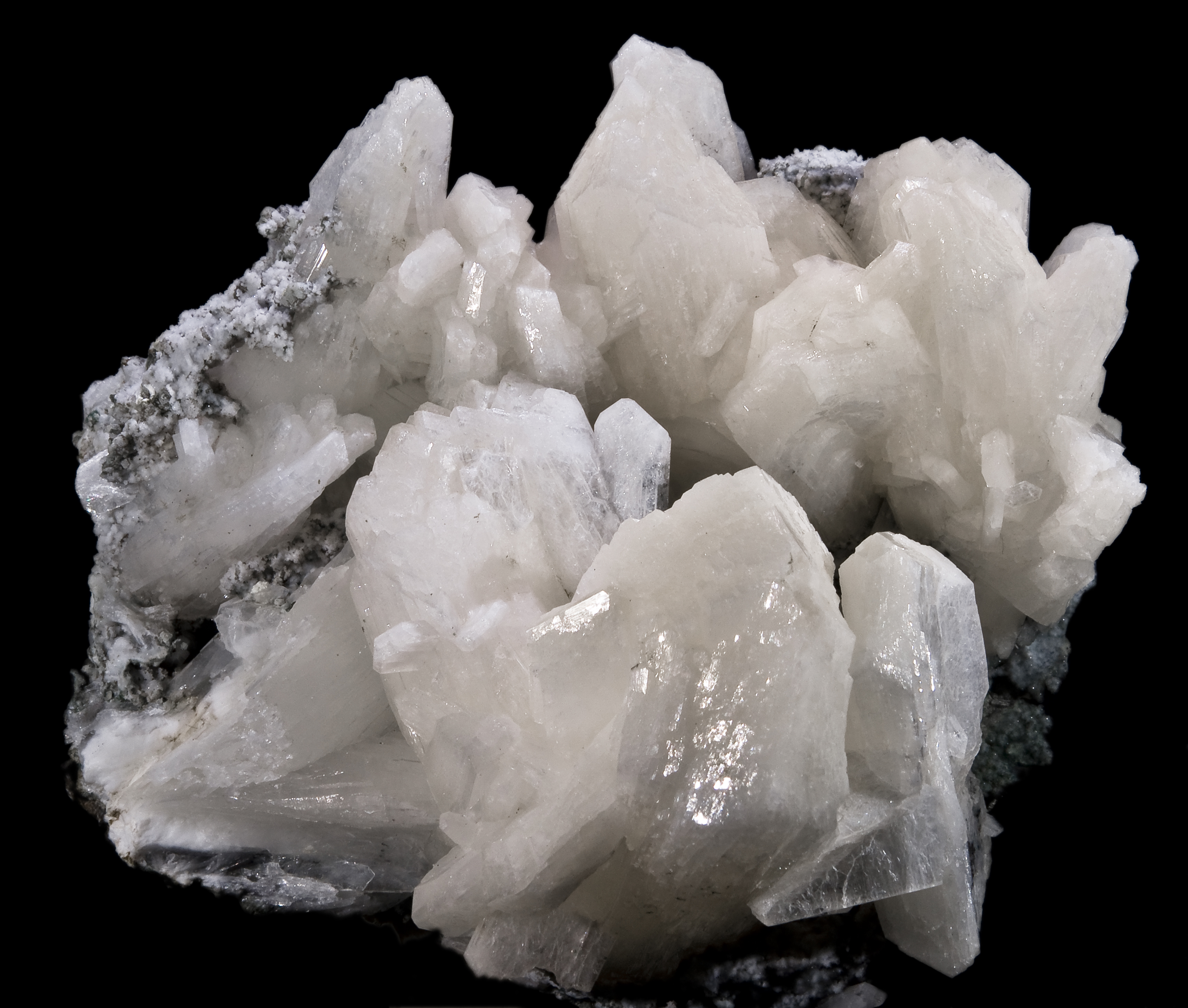
Stilbite - Linn Co. Oregon États-Unis (9x7 cm)
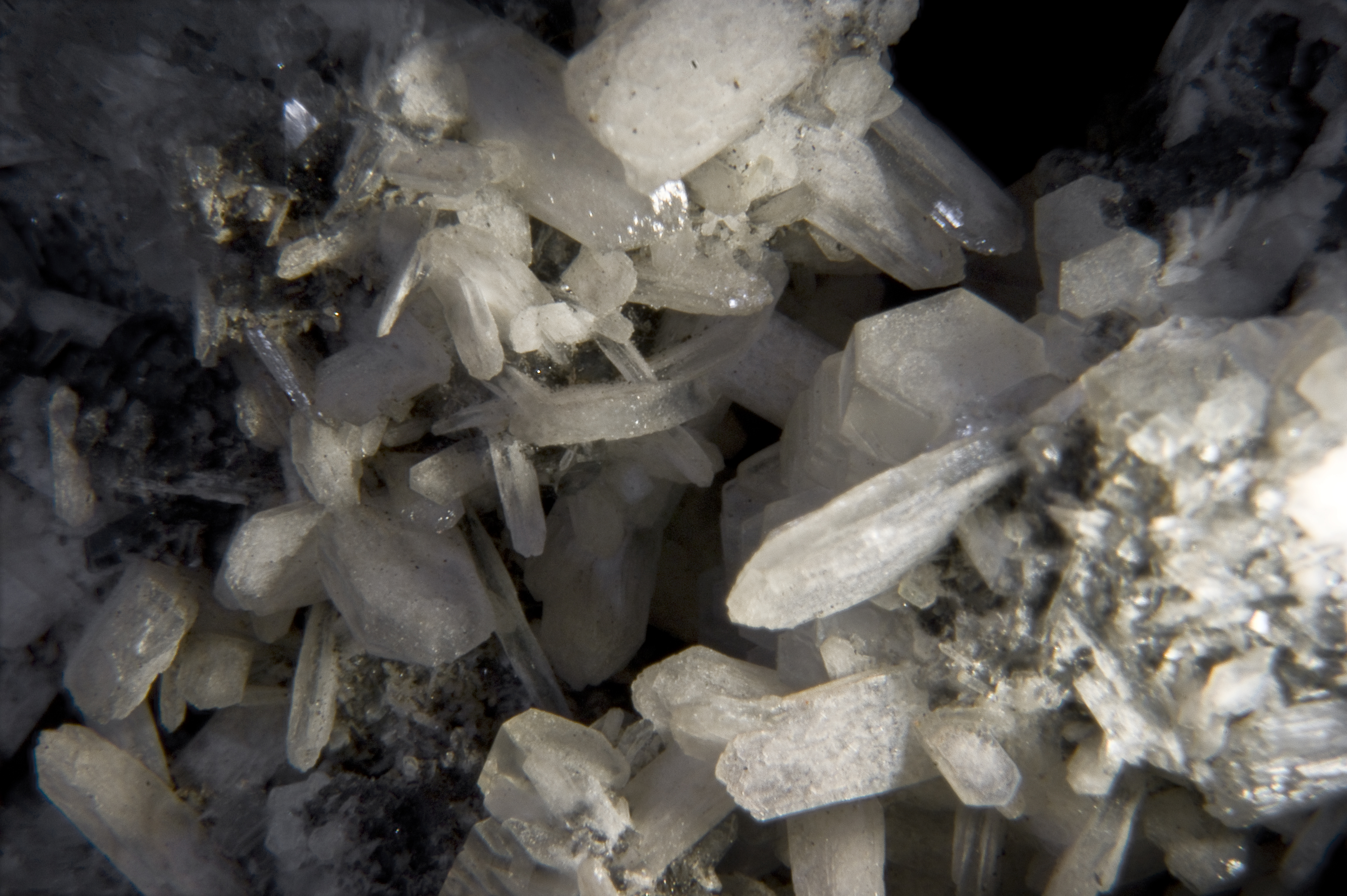
Stilbite et calcite - St Andreasberg Allemagne (XX5 mm)